# Punta Colonet
Punta Colonet (Chuwílo Ksaay o Cascada seca en llengua kiliwa) és una localitat mexicana, del Municipi d'Ensenada, a la Baixa Califòrnia.
A vegades se li dona el nom d'Ejido México, que correspon a una altra localitat del mateix estat de la Baixa Califòrnia.
Es localitza geogràficament entre els 116° 12′ 28″ W i els 31° 04′ 24″ N, està a una altitud de 20 msnm.
El 2005, INEGI va registrar una població de 2,717 habitants.